# Olympiáda (ort i Grekland, Epirus)
Olympiáda (Olympiada) är en ort i Grekland.   Den ligger i prefekturen Nomós Ioannínon och regionen Epirus, i den nordvästra delen av landet, 300 km nordväst om huvudstaden Aten. Olympiáda ligger 499 meter över havet och antalet invånare är 322.
Terrängen runt Olympiáda är varierad. Runt Olympiáda är det mycket tätbefolkat, med 1 056 invånare per kvadratkilometer. Närmaste större samhälle är Ioánnina, 4,3 km öster om Olympiáda. Trakten runt Olympiáda består till största delen av jordbruksmark.